# Franciscaines de la famille de Marie
Les franciscaines de la famille de Marie (en latin : Congregatio Sororum Franciscalium Familiae Mariae) sont une congrégation religieuse féminine de droit pontifical.

## Histoire
La congrégation est fondée à Saint-Pétersbourg en 1857 par Zygmunt Szczęsny Feliński (1822-1895) pour l'éducation des enfants, le soin des orphelins et des personnes âgées abandonnées.
L'institut devient de droit diocésain par l'approbation du même Feliński après son élection comme archevêque de Varsovie en 1862 et reçoit du Pie X le décret de louange le 25 mai 1908, il est approuvé par le Saint-Siège le 14 août 1913 et ses constitutions le 29 septembre 1934.

## Activités et diffusion
Les franciscaines de la famille de Marie se consacrent à l'éducation de la jeunesse et à diverses œuvres de charité. 
Elles sont présentes en :
- Europe : Pologne[3], Biélorussie[4], Russie[5], Ukraine[6].

- Amérique : Brésil[7].

La maison-mère est à Varsovie.
En 2017, la congrégation comptait 975 sœurs dans 134 maisons.